# Albert A. Carmichael
Albert August Carmichael (* 27. Juli 1895 in Ozark, Alabama; † 4. Juni 1952) war ein US-amerikanischer Rechtsanwalt und Politiker.
Der Sohn von Charles Daniel und Fannie Lillie Carmichael studierte an der University of Alabama die Rechtswissenschaften, nachdem er zuvor die Geneva High School besucht hatte. Er arbeitete nach seinem Abschluss rund 15 Jahre als Jurist in Geneva; danach wurde er Staatsanwalt des Geneva County. Carmichael vertrat dieses County auch im Senat von Alabama. Von 1935 bis 1939 übte er erstmals das Amt des Attorney General von Alabama aus; denselben Posten übernahm er noch einmal von 1947 bis 1951. In der Zeit von 1939 bis 1943 war Albert Carmichael Vizegouverneur von Alabama.
Carmichael diente in beiden Weltkriegen in der US Army: So bekleidete er im Ersten Weltkrieg den Rang eines Second Lieutenant der Feldartillerie; während des Zweiten Weltkrieges gehörte er dem Militär fünf Jahre lang an. Dabei wurde er in Afrika, Belgien, Deutschland und den Niederlanden. Nach der deutschen Niederlage fungierte er als Militärgouverneur der Stadt Aachen. Er quittierte seinen Dienst im Rang eines Colonel.
Am 3. Juli 1930 heiratete Carmichael in Evergreen Erin Stallworth. Aus der Ehe gingen zwei Kinder hervor.